# The Almighty Dollar
The Almighty Dollar er en amerikansk stumfilm fra 1910.